# Cynapes
Genre
Cynapes est un genre d'araignées aranéomorphes de la famille des Salticidae.

## Distribution
Les espèces de ce genre se rencontrent à Maurice, à La Réunion et aux Seychelles.

## Liste des espèces
Selon World Spider Catalog (version 18.0, 28/03/2017) :
- Cynapes baptizatus (Butler, 1876)
- Cynapes canosus Simon, 1900
- Cynapes lineatus (Vinson, 1863)
- Cynapes wrighti (Blackwall, 1877)

## Publication originale
- Simon, 1900 : Descriptions d'arachnides nouveaux de la famille des Attidae. Annales de la Société Entomologique de Belgique, vol. 44, p. 381-407 (texte intégral).